# Musique minimaliste
Vous lisez un « article de qualité » labellisé en 2009.
Pour les articles homonymes, voir Musique minimaliste (homonymie).

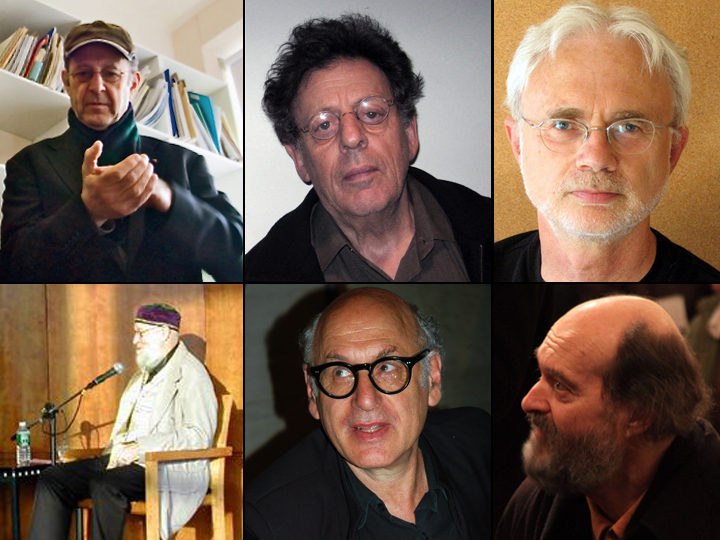
Quelques compositeurs du courant minimaliste (de gauche à droite) : Steve Reich, Philip Glass, John Adams, Terry Riley, Michael Nyman, et Arvo Pärt.

La musique minimaliste est un courant de musique contemporaine apparu dans les années 1960 aux États-Unis, qui représente une part importante de la musique classique de ce pays. En France, le courant est fréquemment appelé musique répétitive, et désigne plus spécifiquement l'ensemble des œuvres utilisant la répétition comme technique de composition. Les principaux compositeurs de musique minimaliste sont La Monte Young, Terry Riley, Steve Reich, Philip Glass, et John Adams. L'œuvre considérée comme fondatrice du minimalisme est In C de Terry Riley, composée en 1964. La musique minimaliste est parfois désignée sous l'étiquette plus large de musique postmoderne.
Plus qu'un retour à la tonalité, le courant est surtout caractérisé par l'utilisation d'une pulsation régulière et la répétition de courts motifs évoluant lentement. Au-delà d'un mouvement de réaction au sérialisme, alors dominant en Europe, la musique minimaliste marque l'émergence d'une musique américaine novatrice, déliée de ses attaches européennes. Les compositeurs minimalistes ont aussi opéré un retour vers plus d'émotion musicale, au lieu de l'approche essentiellement intellectuelle de la musique sérielle, ou l'approche conceptuelle de la musique expérimentale telle que la pratique John Cage. Après des débuts difficiles hors des circuits traditionnels de la musique classique, la musique minimaliste a acquis l'adhésion d'un certain public, venant parfois d'univers différents comme le jazz, le rock, la musique d'inprovisation, ou la musique électronique. La télévision et le cinéma ont utilisé abondamment cette musique, en particulier les œuvres de Philip Glass, contribuant à sa diffusion jusque dans le grand public. De violentes critiques se sont aussi exprimées de la part du monde musical envers le courant minimaliste, l'accusant de produire une musique de consommation, superficielle, et sans âme.

## Généralités

### Présentation
On désigne généralement par le terme de musique minimaliste un courant de musique contemporaine apparu dans les années 1960 aux États-Unis avec les compositeurs La Monte Young, Terry Riley, Steve Reich, et Philip Glass. Le mouvement se développe principalement dans les deux régions des États-Unis traditionnellement les plus ouvertes aux innovations artistiques et aux influences des cultures non européennes : New York et la côte Ouest. Le minimalisme a également des adeptes en Grande-Bretagne (Michael Nyman, Gavin Bryars), en Hollande (Louis Andriessen), en France (Renaud Gagneux, Bruno Letort), mais il demeure avant tout un phénomène américain.
Le terme s'utilise parfois de manière plus générale en englobant certains compositeurs de musique expérimentale, ou de musique postmoderne. En particulier, Arvo Pärt et Henryk Górecki sont parfois qualifiés de compositeurs minimalistes, bien que possédant des préoccupations très différentes de celles des répétitifs américains. La musique minimaliste marque une rupture avec l'avant-garde et un retour à la musique tonale, ou parfois modale. Elle est aussi en général caractérisée par un certain dépouillement et une économie de moyens. En fonction des compositeurs, diverses caractéristiques sont utilisées : le recours à des processus systématiques de composition, des structures répétitives et une pulsation régulière pour les répétitifs américains, une influence de la musique religieuse et du Moyen Âge pour Arvo Pärt et Henryk Górecki, le retour à certaines formes classiques (quatuor, symphonie…) pour John Adams.
L'année 1976 marque un sommet du mouvement minimaliste dans son grand ensemble avec les créations concomitantes de Music for 18 Musicians de Reich, de l'opéra Einstein on the Beach de Glass, de De Staat de Louis Andriessen, de Für Alina la pièce fondatrice du style tintinnabuli d'Arvo Pärt et de la Troisième Symphonie d'Henryk Górecki. Toutes ces œuvres ont en commun, outre la date de leurs premières, de représenter un pivot dans la carrière de leurs compositeurs, soit en étant l'aboutissement d'un travail théorique soit en constituant le début d'un nouveau style d'écriture qui apportera un « souffle d'air frais » dans le monde de la musique classique du XXe siècle.

### Contexte musical
La musique contemporaine des années 1950-1960 est dominée par le sérialisme intégral et l'avant-garde européenne autour de Pierre Boulez, Luigi Nono, Bruno Maderna, Luciano Berio, Karlheinz Stockhausen… Les compositeurs expérimentent les nouvelles technologies de l'électronique et fondent ainsi les bases de la musique électronique et de la musique concrète, sous l'impulsion notamment de Pierre Schaeffer, Karlheinz Stockhausen, et Pierre Henry.
Aux États-Unis, c'est la figure de John Cage qui domine, dans une approche essentiellement conceptuelle, proche du happening, avec comme fil rouge l'indétermination. C'est aussi l'époque de la création du mouvement artistique Fluxus, visant à repousser les frontières de la notion même d'œuvre d'art, qui influence aussi les minimalistes. Les années 1950-60 voient également naître et se développer sous l'influence de John Coltrane et d'Ornette Coleman le free jazz qui marque particulièrement les compositeurs américains de l'époque.
La musique populaire ne peut pas non plus être ignorée dans le contexte musical. L'émergence de la domination du rock, la découverte en Occident de la musique extra-occidentale, et en particulier la musique indienne, exercent elles aussi une influence sur les minimalistes.

### Sur le terme minimaliste

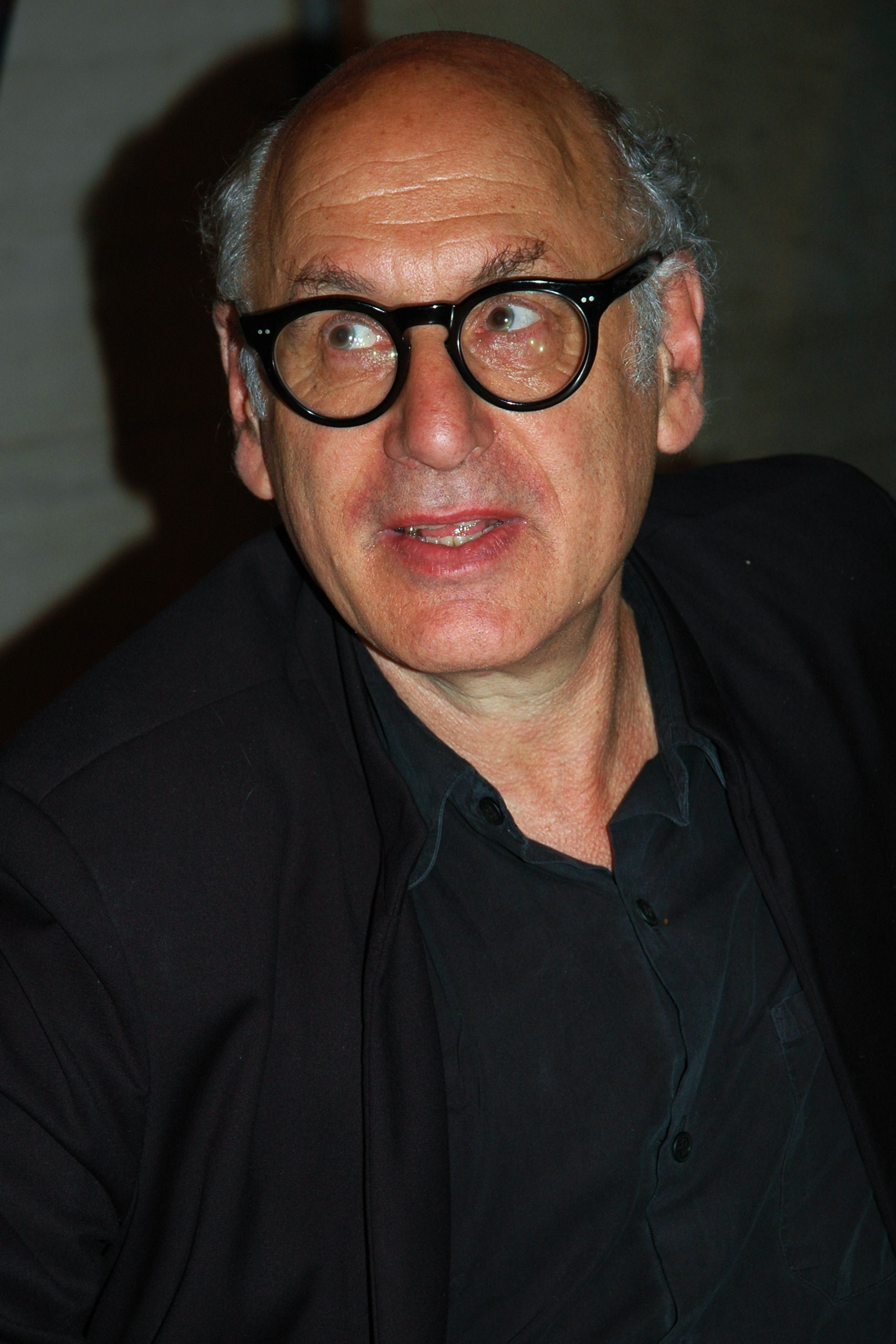
Michael Nyman, compositeur et musicologue, inventeur du terme « minimalisme ».

L'origine du terme « minimaliste » pour qualifier le courant minimaliste reste peu claire. On en accorde généralement la paternité au compositeur britannique Michael Nyman dans son livre de 1974 Experimental Music: Cage and beyond,. Toutefois, Nyman avait dès 1968 utilisé le terme « minimal », dans un article intitulé Minimal Music, sur les travaux des compositeurs Cornelius Cardew et Henning Christiansen. Le terme de « minimaliste » sera plus tard utilisé par Nyman pour décrire non seulement le courant américain, mais aussi la production de la musique expérimentale anglaise (comprenant les compositeurs Gavin Bryars, Christopher Hobbs, Michael Parsons…).
Le critique musical Tom Johnson a aussi utilisé le terme en mars 1972 à propos d'un concert d'Alvin Lucier. Johnson utilisera le terme de minimaliste pour qualifier les compositions de Steve Reich, mais le vocabulaire est changeant, et il lui arrive d'utiliser « musique hypnotique ». En 1977, le journaliste écrit un article intitulé « What is Minimalism really about? » dans lequel le terme de « musique minimaliste » est désormais bien établi.
On trouve aussi les termes de pulse music, systems music, process music, ou en français « musique trance », « musique planante » et « musique répétitive », qui est très utilisé en France, et est le terme que Steve Reich trouve le « moins mauvais ».
L'adjectif minimaliste, et plus encore l'adjectif minimal, introduit une confusion sur la nature de la musique minimaliste. Bien que cette dernière utilise un matériel musical parcimonieux et une certaine économie de structures musicales, le terme décrit mal la nature de la musique. Les pièces peuvent en effet être très longues, nécessiter de très nombreux musiciens, et l'orchestration peut être assez complexe. Il peut de plus être perçu comme étant péjoratif, dans le sens où une musique minimale serait inférieure à une « musique normale » et aurait demandé peu d'efforts de travail de composition. Une autre confusion vient du fait que le minimalisme est un terme emprunté aux historiens de l'art, et que la musique minimaliste ne partage pas toujours de points communs avec le minimalisme des arts plastiques.
Les compositeurs ne sont en général pas satisfaits du tout de l'appellation,. Seul La Monte Young trouve le terme convenable, et seulement pour ses premiers travaux. Philip Glass préfère le terme de « musique sans intention », ou « musique à structure répétitive ».

## Origines

### Erik Satie en tant que précurseur et influence

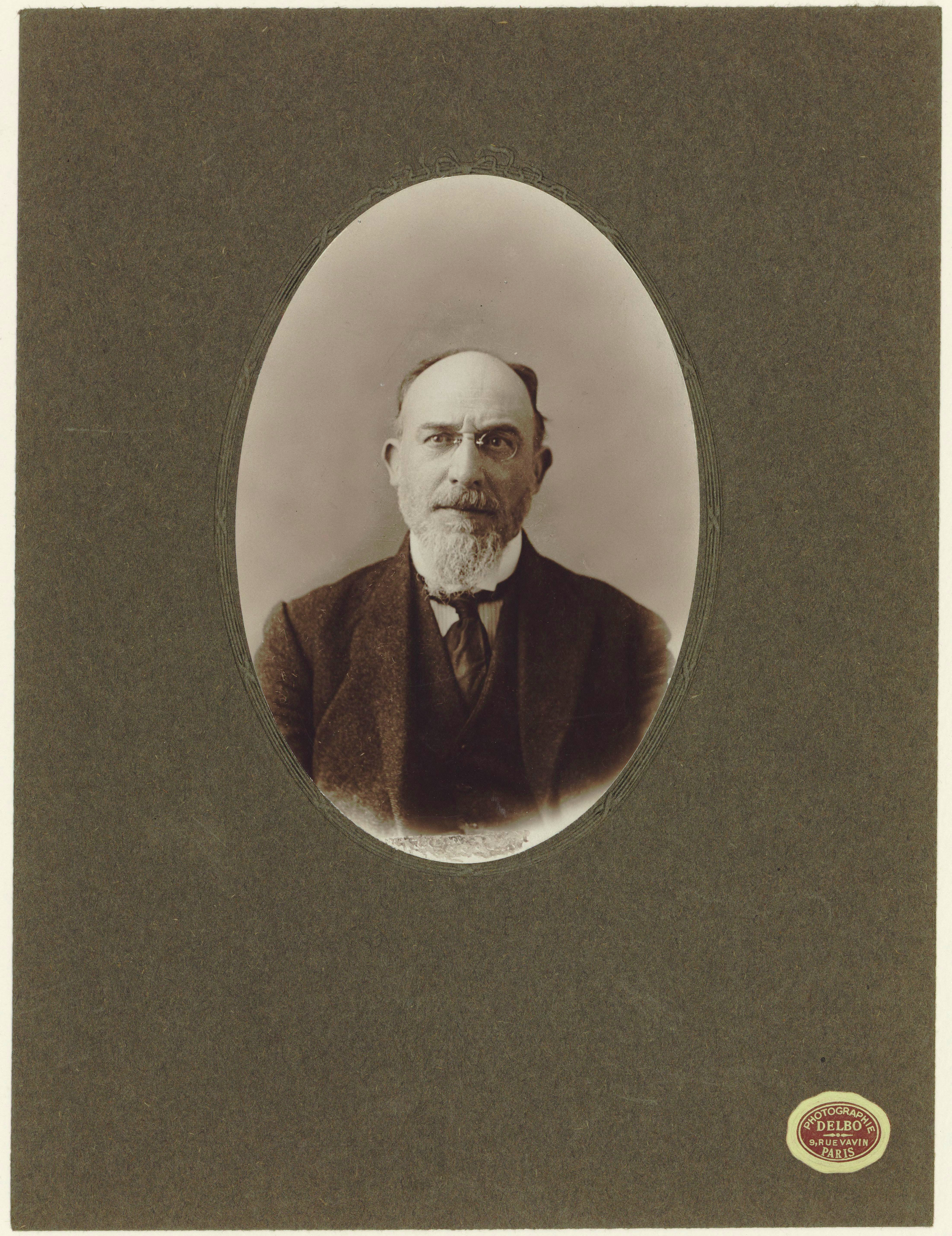
Erik Satie, une figure importante pour les minimalistes.

Les prémices de la musique minimaliste se trouvent dans certaines œuvres d'Erik Satie, notamment par son emploi de la forme répétitive en ostinato vu comme un « dépassement extatique du temps dans la répétition, dans l'obsession contemplative du même » et qui sert de base à plusieurs compositions. La Première Gnossienne (1890) est la première pièce qu'il écrit selon un schéma répétitif, qu'il expérimentera plus en avant avec sa pièce mystique Vexations (1892-1893). Cette dernière consiste à répéter 840 fois de suite un même motif, la durée de la pièce pouvant atteindre une vingtaine d'heures. Vexations sera exécutée pour la première fois à l'initiative de John Cage en 1963 à New York, c'est-à-dire dans les années de naissance du minimalisme. Meredith Monk, souvent associée au courant minimaliste, participera à une exécution des Vexations lors d'un festival Satie en 1966, et Gavin Bryars et Christopher Hobbs feront de même à Leicester en 1971.
Satie est cité par les minimalistes comme une référence, notamment par Steve Reich. Un hommage en forme de clin d'œil lui est aussi rendu avec la composition de Philip Glass, Piece in the Shape of a Square, référence à Trois morceaux en forme de poire, de même ses œuvres Music with Changing Parts et Einstein on the Beach reprennent une forme de progression des mouvements en arche de type ABCBCA utilisée auparavant par Satie. Pour Michael Nyman, Satie est « indispensable pour quantité de raisons », et il le tient pour le seul compositeur préexpérimental dont le travail est indispensable.

### Sérialisme
De façon plus surprenante, Anton Webern, élève d'Arnold Schönberg et membre de la Seconde école de Vienne, exerce aussi une influence sur le mouvement minimaliste. En particulier sur La Monte Young, qui cite les sections statiques des Six Bagatelles pour quatuor à cordes (1913) et la Symphonie, op. 21 (1928) comme des œuvres l'ayant fortement aidé à faire la transition entre le sérialisme et le minimalisme. Le fait que Webern soit aussi une influence majeure du post-sérialisme qui se développe à la même époque en Europe, mais aux conceptions musicales radicalement différentes, est parfois relevé comme « paradoxal » par les musicologues.
Figure du sérialisme et de l'école de Darmstadt, Karlheinz Stockhausen possède toutefois des liens avec le courant minimaliste. Des œuvres comme Stimmung, Mantra et Inori utilisent un matériau minimaliste et un temps étalé. La Monte Young ira d'ailleurs étudier avec Stockhausen à Darmstadt, et le considérait à l'époque comme le plus grand compositeur vivant. Terry Riley porte aussi un fort intérêt aux œuvres de Stockhausen, en particulier les complexités rythmiques de Zeitmasze, ainsi qu'à Arnold Schönberg.
Plus généralement, les minimalistes ont tous été exposés au sérialisme, Steve Reich en tant qu'étudiant au Mills College, et qui a tout de suite senti qu'il devait s'en éloigner au plus vite, ou Philip Glass qui compose des œuvres atonales jusqu'à 18 ans avant de changer de style.

### Avant-garde américaine
John Cage exerce une grande influence dans les années de naissance du minimalisme. Compositeur le plus important de l'avant-garde et de la musique expérimentale aux États-Unis, ses idées ont des répercussions, directement ou indirectement, sur les travaux des minimalistes. Quelques pièces de Cage peuvent paraître liées au minimalisme, notamment ses premières compositions, ou le célèbre 4′33″ datant de 1952, la composition la plus minimale qui soit, puisque composée uniquement de silence. Cage est cependant très critique face au minimalisme, et sa technique de prédilection, l'indétermination (ou la non-intention), c'est-à-dire l'utilisation de l'aléatoire, dans les œuvres, ou dans le processus de composition lui-même, sera fortement rejetée par les minimalistes.
Dans son livre Experimental Music: Cage and beyond, Michael Nyman pose clairement le minimalisme dans un contexte post-Cage, en tant que réaction à l'indétermination chère à ce dernier. Toutefois, les musicologues ont relevé des similitudes avec les travaux de Cage, notamment dans l'intérêt porté à la structure plus qu'au matériau, le fait que la musique soit créée par des processus de composition, et une expression musicale évitant une mise en avant de la personnalité du compositeur, misant sur l'expérimentation pour aller plus loin que l'imagination du compositeur.
Un autre compositeur américain de la génération de Cage en lien avec les minimalistes est Morton Feldman. Feldman utilise aussi l'indétermination et le hasard dans ses œuvres, mais est attiré par les sons tenus de longue durée et les paysages sonores calmes et plats,. Bien qu'il ne soit généralement pas considéré comme un minimaliste, certaines de ses pièces, en particulier Piece for Four Pianos (1957), peuvent se rapprocher des pièces ultérieures de Steve Reich utilisant le décalage de phase. Reich reconnaîtra d'ailleurs son admiration pour Feldman.

### Musiques extra-occidentales

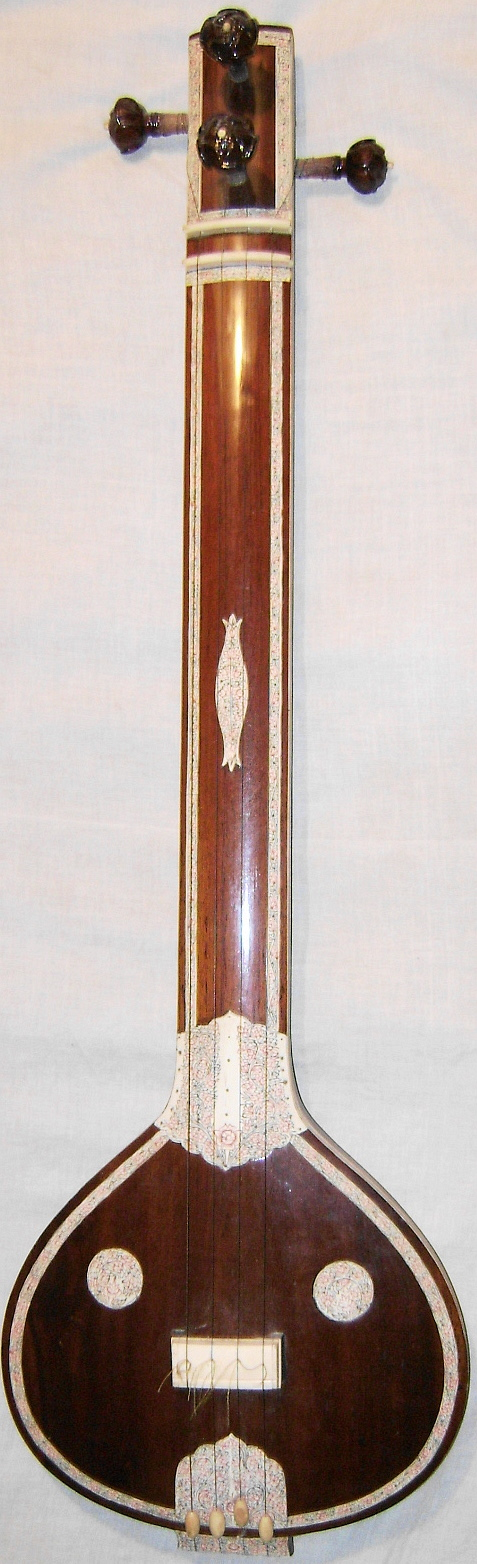
Une tampura, instrument qui a inspiré La Monte Young

Dans les années 1950/1960, l'Europe occidentale et les États-Unis découvrent les musiques extra-occidentales. Ces musiques généralement fondées sur des modes auront une influence sur l'ensemble des compositeurs minimalistes.
Habitant la côte Ouest, La Monte Young découvre la musique indienne dès 1957 sur le campus de l'UCLA. Il cite Ali Akbar Khan (sarod) et Chatur Lal (tabla) comme particulièrement marquants. La musique indienne aura une influence déterminante sur Young, et particulièrement la découverte du tampoura, qu'il apprend avec Pandit Prân Nath. Le rôle de bourdon du tampoura fascine Young, et pousse son intérêt vers les sons tenus de longue durée. Young reconnaît aussi l'influence de la musique japonaise et en particulier du gagaku. Cette influence s'exerce dans la pièce considérée comme l'acte de naissance du minimalisme, Trio for Strings (1958).
Terry Riley découvre les musiques extra-occidentales lors de son séjour en Europe, en particulier la musique marocaine, ainsi que la musique indienne, par l'intermédiaire de La Monte Young. Il collabore aussi avec Prân Nath pour le disque Music from Mills (1986).
Pour Steve Reich, ce sont les cours de William Austin à Cornell qui l'initient aux musiques du monde. Austin fait écouter à ses étudiants de la musique africaine et de la musique balinaise, fait assez rare pour l'époque. Sur recommandation de Gunther Schuller, Reich étudie le livre Studies in African Music d'Arthur Morris Jones, qui lui fait forte impression. En 1970, il décide d'aller étudier durant l'été les percussions au Ghana, ce qui aura pour effet de confirmer ses intuitions sur la richesse sonore des instruments acoustiques (par opposition aux instruments électroniques) et son fort intérêt pour les percussions. La pièce Drumming (1971) est en partie le résultat de ce voyage. Les musiciens Russell Hartenberger et Robert Becker de Nexus, membres réguliers de l'ensemble instrumental de Reich, ont également étudié les tambours africains. Pendant les étés 1973 et 1974, Reich ira aussi étudier le gamelan balinais sur la côte ouest des États-Unis. Reich déclare en 1973 que « Les musiques non-occidentales sont actuellement la principale source d'inspiration d'idées nouvelles pour les compositeurs et musiciens occidentaux ».
Pour Philip Glass, c'est la rencontre avec Ravi Shankar à Paris en 1965 qui l'initie à la musique indienne. Il y découvre un principe d'accumulation de petites unités musicales pour en former de plus grandes qui influencera fortement sa façon de composer. Glass fera aussi de nombreux voyages en Inde dans différentes parties du pays pour en découvrir la musique et la culture.

### Jazz
Le jazz est d'une grande importance chez les minimalistes. Tous en reconnaissent l'influence, et en particulier le jazz modal de John Coltrane, le free jazz et Ornette Coleman.
L'improvisation est centrale chez Terry Riley, comme chez La Monte Young. Ce dernier est saxophoniste et possède une expérience du jazz en tant qu'instrumentiste, exercée principalement pendant ses années de lycée et d'université. À Los Angeles, il joue dans des big bands et dans des petites formations, en particulier avec Eric Dolphy, Don Cherry, Billy Higgins, et envisageait de se consacrer au jazz. L'influence du jazz est clairement visible dans ses travaux, en particulier son jeu au saxophone sopranino, ou son intérêt porté aux formes d'improvisation. Riley est quant à lui pianiste, et a étudié le ragtime avec Wally Rose, et en joue pour gagner sa vie alors qu'il est étudiant à l'université, et lors de son séjour en France. Riley est aussi impressionné par John Coltrane, ce qui inspira entre autres son apprentissage du saxophone soprano.
Pour Steve Reich, le jazz est aussi une influence marquante. Reich est batteur de formation, et a joué dans des groupes de jazz au lycée et à l'université Cornell. Il a été extrêmement marqué par John Coltrane, allait le voir très souvent en concert, et cite les albums My Favorite Things et Africa/Brass comme particulièrement marquants. Pour Reich, il est impensable que sa musique ait pu voir le jour sans le jazz, en particulier le rythme, la flexibilité, et le sens mélodique du jazz, qui lui semblent être des influences fondamentales.
Contrairement à ses collègues, Philip Glass, de formation musicale plus exclusivement classique, ne voit pas le jazz comme une de ses influences, même s'il reconnaît avoir été fasciné par le free jazz d'Ornette Coleman et de John Coltrane.

## Mouvement minimaliste
Le mouvement minimaliste apparaît dans les années 1960 avec les travaux de La Monte Young et Terry Riley, considérés comme les précurseurs. Steve Reich et Philip Glass vont étendre leurs idées et proposer des processus de composition qui se révéleront très fructueux.
Toutefois, le minimalisme ne concerne qu'une partie des œuvres de ces compositeurs, et on considère que le minimalisme tel qu'il est généralement défini se termine vers le milieu des années 1970. À partir de cette date, les compositeurs intègrent en effet des éléments musicaux plus riches, plus de mélodie et d'harmonie, voire de contrepoint. L'ajout de ces éléments, sans trancher avec leurs précédents travaux, apportent une nette évolution. On parle parfois alors de post-minimalisme, en particulier pour John Adams. Philip Glass dit explicitement que, pour lui, le minimalisme se termine en 1974, en raison de son implication entière dans le « théâtre musical » à partir de cette époque.
Des personnalités, parfois appelés « minimalistes mystiques », tels Arvo Pärt, apparus à la fin des années 1970, ne sont par contre pas les héritiers directs des répétitifs américains mais sont aussi inclus sous la bannière du post-minimalisme, ou plus généralement du postmodernisme.

### La Monte Young et Terry Riley en tant que précurseurs

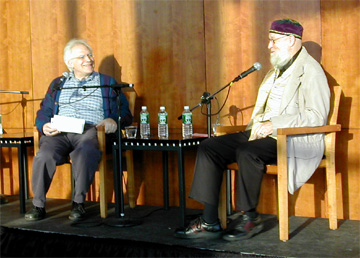
Terry Riley (à droite), interview au Lincoln Center, 2004.

On considère généralement que La Monte Young est l'initiateur du mouvement minimaliste, en particulier avec sa pièce Trio for Strings (1958). Young est à l'époque inspiré par Webern, et crée un univers sonore quasi statique avec de longues notes tenues durant plusieurs minutes et très peu d'évolution. Cette pièce servira aussi de base à Young pour ses futurs travaux sur les bourdons, et est une des origines du courant musical dit de drone. Young compose toutefois toujours en utilisant le système dodécaphonique, bien qu'il s'en démarque par l'utilisation des notes tenues et qu'il favorise les intervalles basés sur des accords parfaits et des septièmes majeures. Trio for Strings produit une musique qui ne ressemble à aucune autre de l'époque, créant une atmosphère méditative, « d'un autre monde ».
C'est Terry Riley qui introduit deux éléments fondamentaux du minimalisme : le retour à la musique tonale et la répétition de motifs musicaux. Dans String Quartet (1960), Riley s'approche de la tonalité, tout en s'inspirant fortement de La Monte Young, avec l'utilisation de longues notes tenues. C'est dans String Trio (1961) que Riley introduit pour la première fois une structure fondée sur la répétition de motifs. L'utilisation de la répétition vient en partie des expérimentations que Riley mène alors avec des bandes magnétiques au San Francisco Tape Music Center.
Mais c'est surtout In C (1964) qui marque une étape importante dans la définition de la musique minimaliste. Le titre peut être vu comme particulièrement provocant pour l'avant-garde sérielle, puisqu'il annonce un retour à la musique tonale, dans la tonalité la plus simple qui soit, Do majeur. In C est écrit pour n'importe quel nombre de musiciens et n'importe quels instruments. La pièce comporte 53 motifs musicaux, que chaque exécutant répète autant de fois qu'il le souhaite, en suivant quelques recommandations. In C est en général considérée comme l'œuvre fondatrice du minimalisme, qui en comporte tous les éléments : pulsation régulière, musique tonale, et ensemble de courts motifs répétés, éléments qui créent un univers musical à part entière. L'œuvre est enregistrée par Columbia Records, qui sort un disque en 1968. Elle sera largement diffusée et jouée, notamment par Tōru Takemitsu au Japon et Cornelius Cardew en Angleterre.

### Steve Reich et Philip Glass en tant que compositeurs répétitifs

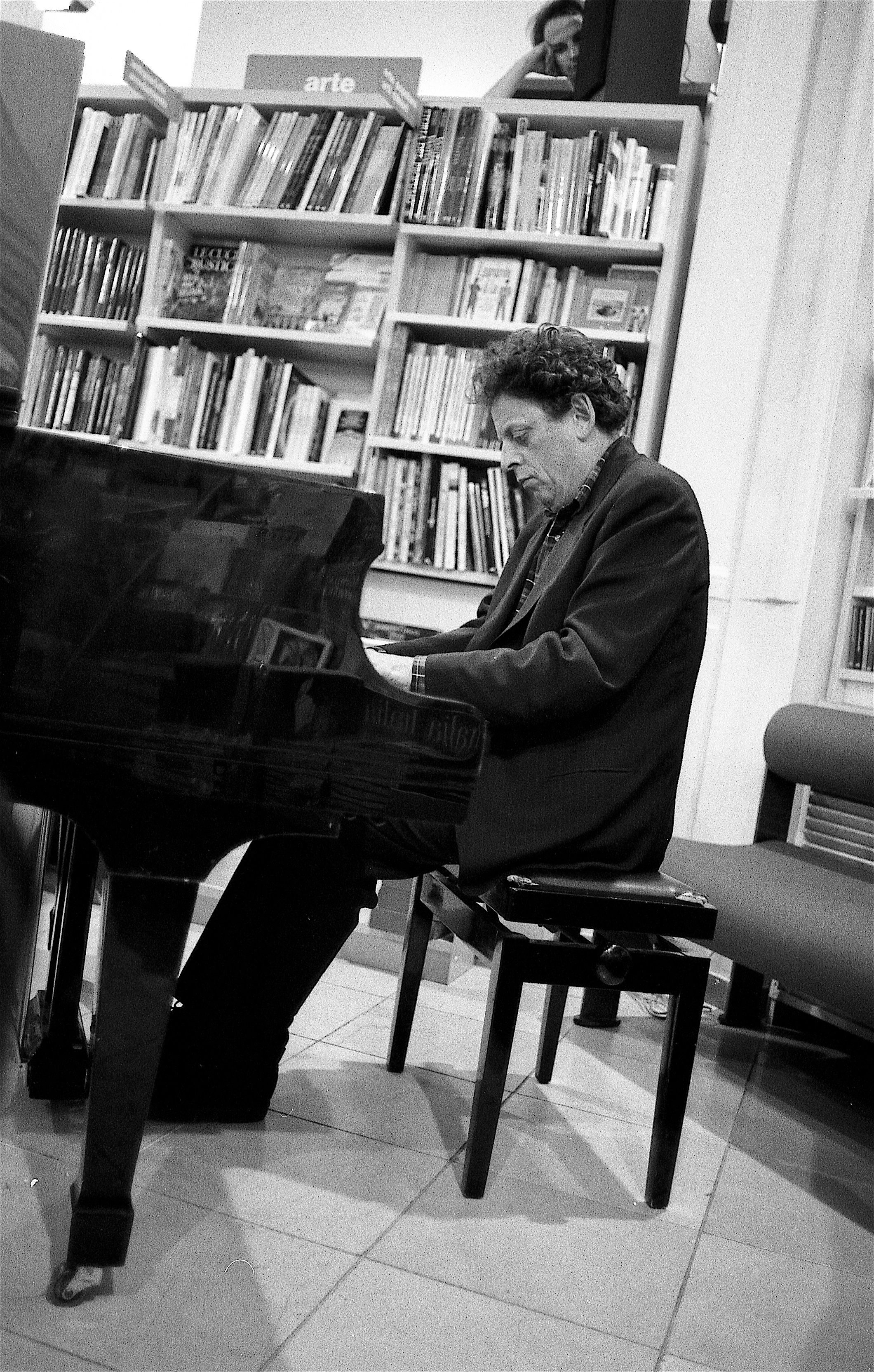
Philip Glass en 1993.

Les expérimentations de Riley avec les bandes magnétiques et In C ont une influence fondamentale sur Steve Reich. Celui-ci participe à la création de In C en tant que musicien, et reconnaît que la pièce, en réunissant des éléments de la musique africaine, des apports de John Coltrane, et les répétitions de bandes magnétiques, l'a aidé fortement à trouver sa propre voie, en particulier pour It's Gonna Rain (1965). Steve Reich élabore à partir de cette pièce une technique dite de déphasage/phasage. Tout d'abord appliquée à des bandes magnétiques, le compositeur expérimente ensuite la technique sur des instruments acoustiques, ce qui donnera en particulier les pièces Piano Phase (1967), Violin Phase (1967). Reich continuera d'utiliser le processus de déphasage jusqu'en 1971 et Drumming (1971) considérée comme une œuvre de transition. Le terme de « musique de phase » est parfois utilisé pour désigner la musique écrite à partir de cette technique qui constitue dans l'œuvre du compositeur sa période dite du « minimalisme précoce ». Après cette période, Reich s'écarte des simples techniques de phasing pour écrire des œuvres plus ambitieuses en termes d'effectif instrumental, de durée, et de techniques, en développant principalement ses recherches vers l'harmonie et la pulsation rythmique. Cette période dite de « minimalisme mature » culminera avec les pièces Music for 18 Musicians (1976) ou Music for a Large Ensemble (1978). Une troisième période de composition débutera avec des pièces telles que Tehillim (1981) mais surtout The Desert Music (1984) et Different Trains (1988) qui sont marquées à la fois par l'utilisation des voix et de la parole comme support d'écriture d'une « mélodie du discours » mais aussi le clair engagement philosophique et spirituel du compositeur dans ses compositions ultérieures.
Philip Glass, après une période de tâtonnements dans sa recherche stylistique de la fin des années 1960 caractérisée par la simple utilisation de processus de répétition/accumulation (comme pour Two Pages et Music in Fifths), réalise une grande avancée en termes de timbre et d'harmonie avec la composition Music with Changing Parts (1970) qui marque le début de ses compositions dites de « minimalisme mature ». Il poursuivra dans cette voie avec l'aboutissement de ses nouvelles bases d'écriture dans la pièce Music in Twelve Parts (1974). Un tournant dans sa carrière se produit en 1973 avec la rencontre du metteur en scène Bob Wilson qui lui demande de composer la musique de l'opéra-marathon Einstein on the Beach (1976). Cette œuvre constituera le premier volet de sa fameuse trilogie lyrique, complétée de Satyagraha (1980) et de Akhnaten (1984), où apparaissent progressivement les motifs thématiques si caractéristiques des compositions de Glass. À partir du milieu des années 1980, il s'oriente vers l'écriture massive de six quatuors, neuf symphonies, et six concertos, variant les thèmes et les rythmes qui représentent désormais sa marque de fabrique, immédiatement identifiable, mais s'éloignant de toute nouvelle recherche formelle au sein du courant minimaliste. Il gagne en revanche en popularité auprès du grand public, notamment grâce à l'univers de la pop-music et du cinéma qui utilise largement ses créations plus ou moins originales, contrairement à Steve Reich qui fait figure d'autorité et de référence dans le monde musical classique.
De nombreux autres compositeurs participent au développement de la musique minimaliste à New York dans les années 1960 et 70. Philip Glass insiste particulièrement sur le fait qu'il existait une grande vitalité et variété d'idées, auxquels ont fortement contribué Meredith Monk, Frederic Rzewski, Pauline Oliveros, James Tenney, Charlemagne Palestine, Terry Jennings, Philip Corner, David Behrman, Jon Gibson, Phill Niblock, Rhys Chatham, Ingram Marshall. Glass regrette que ces compositeurs n'aient pas bénéficié de la même exposition médiatique que lui ou Steve Reich. En dehors de cette communauté new-yorkaise, des travaux se rapprochant du minimalisme, ou directement inspirés par les œuvres des américains, se développent en Europe : Louis Andriessen en Hollande, Gavin Bryars et Michael Nyman en Grande-Bretagne, Renaud Gagneux et Bruno Letort en France.

### Post-minimalisme et postmodernisme
Le postmodernisme musical est une attitude de rejet contre l'isolement et l'hermétisme du post-sérialisme, les compositeurs postmodernes revendiquent le métissage et le mélange des formes par la technique du collage, de l'emprunt, et de la citation. Là où le post-sérialisme devait faire « table rase du passé » selon l'expression de Pierre Boulez, le postmodernisme le prend comme référence. Ainsi John Adams considère que sa musique ne se nourrit « pas seulement de minimalisme, mais d'Alban Berg, Stravinsky, du rock'n roll, de la musique arabe, juive, etc. ». Par son retour aux formes mélodiques et tonales, à l'emploi d'un langage répétitif, au recours au collage et à la citation, dans toutes ces caractéristiques le minimalisme est le courant le plus radical du postmodernisme dans sa rupture avec le post-sérialisme.
Le post-minimalisme concerne aussi les compositeurs minimalistes de la première heure. Après Drumming (1971), Reich enrichit l'instrumentation de ses pièces, et fait évoluer ses méthodes rythmiques et harmoniques vers plus de complexité. De la même façon, Philip Glass se met à composer pour le « théâtre musical » et l'opéra à partir de 1974, avec des préoccupations qui s'éloignent du minimalisme, en particulier l'utilisation de l'harmonie comme pour l'opéra Einstein on the Beach (1976) qui marque cette évolution. Le post-minimalisme se démarque donc du minimalisme en étant moins radical et expérimental.

### «Minimalistes mystiques»

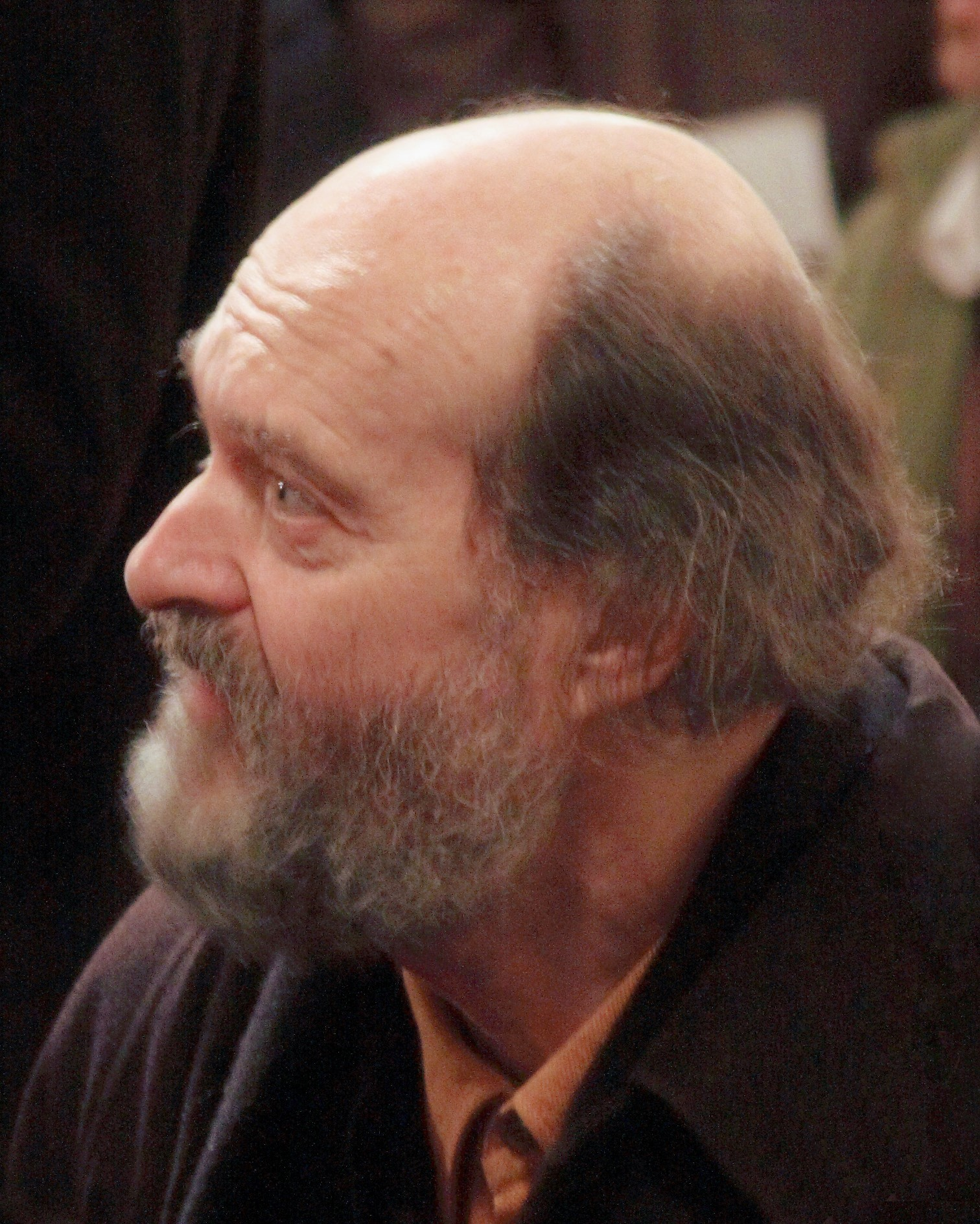
Arvo Pärt.

Ces compositeurs sont parfois regroupés et associés au mouvement minimaliste en raison de leur utilisation de certains principes de composition de ce style (répétition, longs sons tenus, silences, une certaine simplicité) et d'une influence religieuse chrétienne ou spirituelle ouvertement revendiquée dans leurs vies et dans leurs compositions. Alan Hovhaness est parfois vu comme un précurseur de cette tendance, mais ce sont surtout l'Estonien Arvo Pärt, le Polonais Henryk Górecki et le Britannique John Tavener qui sont associés généralement aux « minimalistes mystiques ». D'une manière plus large, Giya Kancheli et Sofia Goubaïdoulina sont parfois aussi retenus dans cette branche du minimalisme.
Les œuvres de Pärt et Górecki sont caractérisées par l'utilisation de la tonalité, d'un matériau musical simple utilisé souvent de manière répétitive, et d'une composition influencée par les compositeurs du Moyen Âge et le plain-chant grégorien. Tous deux, fortement marqués par la répression politique et spirituelle dans leurs pays sous régime communiste, ont commencé à composer dans les années 1960 dans un style néo-classique avant de s'orienter vers le sérialisme provoquant leur censure de la part des autorités. Pärt se tourne alors vers une musique du silence et de la contemplation en composant Für Alina (1976), Fratres (1977), et Spiegel im Spiegel (1978), œuvres fondatrices de ce mouvement interne au minimalisme qui jetteront les bases d'un style spécifique qu'il qualifie de tintinnabulum. Ce style est caractérisé par l'utilisation simultanée de deux voix, l'une arpégeant sur une triade tonique dite « tintinnabulante » et l'autre reposant sur une basse évoluant de manière diatonique. Son travail se tourne dès lors vers l'écriture quasi exclusive de musique sacrée, le plus souvent chorale, développant une « luminosité des chants ». Górecki pour sa part effectue sa transition entre musique sérielle et minimalisme sacré en 1976 notamment avec l'écriture de sa Troisième symphonie qui aura un très grand retentissement quelques années plus tard en Europe occidentale et aux États-Unis, asseyant ainsi sa notoriété internationale.

## Description musicale
L'ensemble des œuvres classées en tant que musique minimaliste est loin de comporter une unité de style ou de posséder des caractéristiques musicales tout à fait identiques. Bien qu'une classification soit toujours réductrice, on admet cependant généralement que l'esthétique de la musique minimaliste est fondée sur trois caractéristiques : un retour à une harmonie « consonante » (voire tonale, ou modale dans certaines œuvres) ; la répétition de phrases, figures ou cellules musicales avec ou sans petites variations graduelles ; et une pulsation régulière.
Ceci regroupe toutefois des œuvres aux profils très divers, et à l'utilisation de différentes techniques musicales. De même, les œuvres des compositeurs dit minimalistes, ne peuvent pas toutes être considérées comme minimalistes, en particulier les derniers travaux de Steve Reich et Philip Glass, ou les premières pièces (souvent non musicales) de La Monte Young.

### Entre théorie et intuition
Les pionniers du minimalisme La Monte Young et Terry Riley expérimentent des techniques de composition très variées. La Monte Young produit en particulier des œuvres très diverses: des pièces inspirées du sérialisme et de Webern, des pièces conceptuelles proches de John Cage, des groupes d'improvisation inspirés par la musique indienne et le jazz, des pièces fondées sur ses recherches formelles sur les gammes naturelles. Terry Riley est lui beaucoup plus empirique, il expérimente avec les bandes magnétiques, et utilise énormément l'improvisation.
À la fin des années 1950 La Monte Young utilise le sérialisme de façon détournée pour créer un style nouveau, fait de longues périodes quasi statiques, composée de longues notes soutenues. Le choix des intervalles rend également ses compositions caractéristiques. Dès 1957 et Variations pour alto, flûte, basson, harpe et trio à cordes, Young utilise essentiellement des quartes et quintes justes ainsi que des septièmes majeures, qui se retrouvent dans de nombreuses compositions comme for Brass (1957). et surtout Trio for Strings (1958), considérée comme la pièce majeure de cette période minimaliste de Young.
Le langage harmonique de Young est construit en partie sur ces intervalles, ainsi que sur l'évitement de la tierce majeure, qui selon ses propos, ne parvient pas à exprimer les sentiments qu'il souhaite. Young isole quatre accords qu'il appelle « Dream Chords », qui deviennent la base de son langage harmonique. L'abandon de la tierce majeure reçoit ensuite une justification théorique avec ses recherches formelles sur les gammes naturelles. À partir de 1961, La Monte Young utilise l'improvisation au saxophone sopranino, en répétant des séquences modales à grande vitesse, accompagné par un bourdon, où l'influence de John Coltrane et de la musique indienne est perceptible,.
Une partie importante du travail de Terry Riley concerne les bandes magnétiques, sur lesquelles il s'enregistre au piano, enregistre de la parole, des rires, des sons particuliers, ou des programmes de radio, et les utilise sous forme de boucle, c'est-à-dire sous forme de courts motifs répétés. Il expérimente plusieurs techniques de manipulation de ces bandes, utilisant un dispositif pour générer des effets d'échos par répétition retardée, changer la fréquence des sons en modifiant la vitesse de rotation des bandes, graduellement ou soudainement, il découpe aléatoirement des morceaux de bandes et les recolle, espérant générer des phénomènes intéressants. C'est essentiellement la répétition de motifs qui est au centre des expérimentations de Riley, répétition de motifs qu'il fait aussi jouer par des instrumentistes, comme dans In C (1964). La démarche de Riley est plus intuitive et expérimentale que structurée, le compositeur tente toutefois de produire une « expérience abstraite » pour l'auditeur, dans laquelle des sons initialement reconnaissables sont peu à peu déformés jusqu'à ne plus être identifiables.
Une autre caractéristique du travail de Riley est l'importance accordée à l'improvisation et au jazz. Le compositeur utilise parfois des standards de jazz, comme Autumn Leaves, et développe un style particulier d'improvisation au piano, influencé en partie par le ragtime. La plupart de ses pièces après In C ne sont plus notées, et sont en partie improvisées, en partie construites à partir d'ensemble de motifs musicaux préétablis, qui sont répétés à volonté, comme dans Keyboard Study no 1 et Keyboard Study no 2. Les motifs sont joués rapidement, sans pause, de façon à obtenir un flux continu de notes, non accentuées. Riley improvise également au saxophone soprano, notamment dans Dorian Reeds et Poppy Nogood and the Phantom Band, dans lesquels il utilise la répétition de motifs et des bandes magnétiques pour créer un écho et générer des effets complexes de contrepoint par le mélange des voix.

### Processus de composition audibles

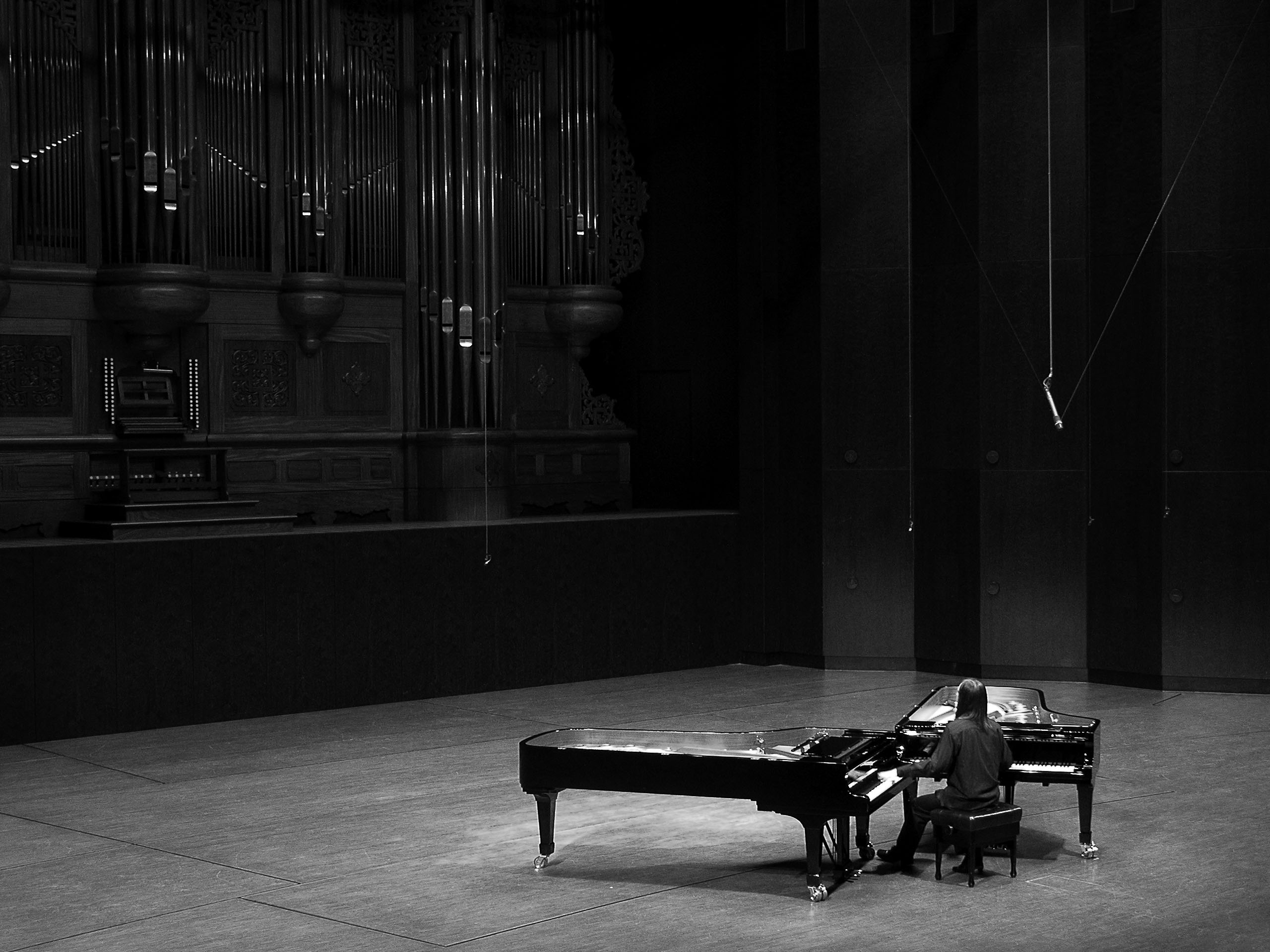
Une représentation de Piano Phase en solo par Peter Aidu, une des premières pièces de Steve Reich utilisant le déphasage

Contrairement à la démarche très intuitive de Terry Riley, Steve Reich et Philip Glass vont définir des procédés de composition rigoureux, qui les aident à structurer leurs œuvres. Reich est généralement vu comme le plus doué et le plus rigoureux dans la définition de tels procédés,.
Dans son essai de 1968, La Musique comme processus graduel, Steve Reich explique son intention de faire entendre à l'auditeur un processus musical. S'il reprend à son compte l'idée de composition créée par un processus, il s'oppose à John Cage, dont certaines des compositions sont fondées sur des processus aléatoires de construction de la composition. Reich veut rendre audible le processus même de construction de la pièce. Un autre élément important de dissociation avec Cage est le refus de l'indétermination : les processus de Reich sont purement déterministes, l'aléatoire ne joue aucun rôle.
Ces idées débouchent sur un procédé de composition que Reich appelle le « phasing » (déphasage en français). Ce procédé de composition, qui peut se rapprocher de la forme classique du canon provient de son travail avec plusieurs magnétophones de mauvaise qualité, qui perdaient peu à peu leur synchronicité. Le phasing se construit à partir de courts motifs musicaux, répétés ad libitum par plusieurs voix, et consiste à introduire petit à petit un décalage entre ces voix, créant un déphasage. La progression du déphasage entre les voix au fur et à mesure de la pièce crée de nouvelles structures musicales, complexifie ou simplifie les rythmes et les harmonies, donnant effectivement à entendre le processus physique de mélange des voix souhaité par le compositeur. La superposition des voix par déphasage est parfois si complexe que l'écoute de la pièce peut donner lieu à des perceptions sonores différentes entre deux personnes, et même entre deux expériences d'écoute par une seule personne. À partir de Violin Phase (1967) Reich commence à exploiter ce qu'il appelle les « sous-produits psycho-acoustiques » (ou motifs résultants) du déphasage, c'est-à-dire les motifs qui se forment spontanément par combinaison des motifs de base. Il complexifie aussi la situation en introduisant des motifs résultants spécifiques, à jouer explicitement par les instrumentistes, qui viennent s'ajouter ponctuellement à ceux qui se forment naturellement, ou des lignes mélodiques qui ne suivent pas la découpe temporelle des motifs de base.
Les travaux de Philip Glass se basent aussi sur un processus de composition systématique, et audible par l'auditeur. Glass définit à partir de 1968 un processus basé sur l'addition/soustraction de motifs de base, ceux-ci étant subdivisibles en deux ou plusieurs autres motifs. La partition définit les motifs, et ne note ensuite que leurs extensions/contractions. Les figures résultant de ce groupement de motifs sont à répéter un nombre de fois non spécifié. De même, l'instrumentation et les nuances ne sont pas spécifiées.
Contrairement à Young ou même Riley, Reich et Glass récusent fermement toute interprétation de leur musique comme étant hypnotique, ou méditative, et rejettent tout terme de « transe musique », jugé péjoratif,. Ils considèrent au contraire que l'écoute doit être particulièrement active et alerte, afin d'entendre les détails des processus mis en œuvre.

### Caractéristiques musicales
Le rythme

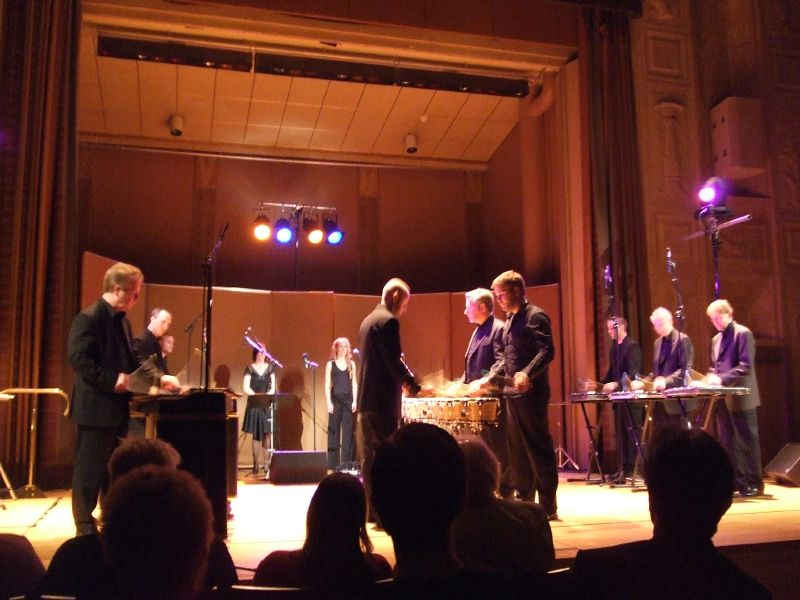
Une exécution de Drumming à Stockholm en 2007.

Une préoccupation majeure chez les minimalistes est le rythme. La plupart des compositions possèdent une pulsation régulière, et sont construites par enchevêtrement d'unités rythmiques de base. Ces considérations rythmiques sont particulièrement marquées chez Steve Reich et sont réalisées par l'intermédiaire de la technique de déphasage. Drumming (1971) marque le point culminant de la fascination de Reich pour le rythme, exprimée par le phasing. Chez Philip Glass, le travail sur le rythme est présent dès ses premières pièces minimalistes utilisant son procédé additif de composition, notamment dans la pièce 1+1 (1968).
Le rythme est ainsi le premier élément analysé systématiquement par les minimalistes, avant la réintégration future de l'harmonie et de la mélodie.
Harmonie
Les premières œuvres des minimalistes sont atonales, Trio for Strings (1958) de Young, String Quartet (1960) de Riley, même si l'évolution extrêmement lente et la faible densité de notes donnent une illusion de la tonalité, en supprimant quasiment tout mouvement. Même In C, qui est généralement considérée comme l'œuvre du retour vers la tonalité, n'est pas strictement tonale, mais une composition atonale sans indication d'armure, même si la composition est largement diatonique,.
L'abandon progressif des bandes magnétiques au profit des instruments acoustiques favorise le développement de l'harmonie. Chez Steve Reich, à partir de Piano Phase, un profil tonal ou modal s'établit au début de l'œuvre, mais reste ambigu. Le diatonisme résultant des processus de phasing n'est pas choisi a priori, mais s'impose plutôt par l'expérience.
Registre et dynamique
Chez Young et Riley, la basse joue un rôle de bourdon, inspirés en cela par la musique indienne. Chez Steve Reich, il n'existe pas de basse, et les hauteurs appartiennent en général au registre medium (Piano Phase ne possède pas de note en dessous de Mi4, Phase Patterns en dessous de Do4). L'absence de basse produit certaines ambiguïtés que Reich cherche à conserver, tout en ne sachant pas les définir précisément. De même, les minimalistes n'utilisent pas du tout de techniques de jeu étendues, très présentes dans les autres courants de musique contemporaine.
Les nuances varient en général assez peu, voire pas du tout. Le niveau sonore est souvent très élevé, par exemple dans certaines pièces de La Monte Young, et chez Glass, où on perçoit l'influence du rock.
Exécution
D'une écoute abordable, la musique répétitive paraît faussement facile à exécuter. Les processus de déphasage de Reich requièrent une très grande concentration de la part des instrumentistes. De façon similaire, Glass rapporte que plusieurs chefs d'orchestre venus sans préparation à des répétitions se rendirent compte trop tard de la difficulté de ses partitions. En l'absence du compositeur, les partitions ne sont pas toujours évidentes à décrypter pour les interprètes, nécessitant inventivité face au manque d'indications ou à leur peu de clarté.

## Liens avec les arts visuels

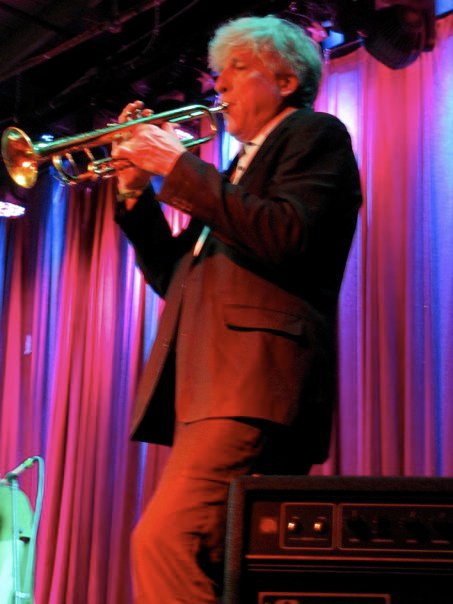
Rhys Chatham, compositeur, guitariste et trompettiste minimaliste

### Danse
La danse, qui par nature a toujours été intimement liée aux créations musicales de son temps, n'échappe pas à l'influence de la musique minimaliste, notamment autour de la notion et de l'utilisation de la répétition. D'une certaine manière l'origine de l'impact de la musique minimaliste sur la danse remonte aux collaborations de John Cage avec le chorégraphe américain Merce Cunningham dès le début des années 1950 lors de la naissance de la danse moderne. Par son entremise, Cunningham rencontra également Morton Feldman qui composa pour lui des musiques pour ses chorégraphies novatrices comme Mélodie sans titre pour Merce Cunningham en 1968. Par ailleurs, un groupe comprenant d'une part les danseuses Simone Forti, Yvonne Rainer, Trisha Brown et d'autre part les compositeurs Terry Riley et La Monte Young se forme autour d'Anna Halprin entre 1960 et 1962 pour réaliser des performances notamment à la Judson Church de New York. C'est toutefois Trisha Brown qui explorera plus avant le principe de la répétition et de l'accumulation successive des mouvements chorégraphique durant cette période de la danse moderne. Meredith Monk, qui est également danseuse, s'associe par la suite à ce groupe où elle peut mêler à la fois ses recherches musicales et ses créations chorégraphiques dans des performances orientées vers un mouvement plus épuré et une certaine transe spirituelle.
Après les premières années du minimalisme, se tisse une relation étroite entre la danse et ce courant musical grâce à Lucinda Childs, une des élèves de Cunningham, qui, après s'être associée au groupe d'Anna Halprin, collabore intensément avec Philip Glass à la fin des années 1970 pour son opéra Einstein on the Beach (1976). Elle réalisera par la suite deux de ses chorégraphies Dance (1979) et Mad Rush (1981) sur les compositions homonymes (Dance et Mad Rush) commandées au compositeur new-yorkais. Le travail de Lucinda Childs s'est intéressé à différents aspects des recherches sur le minimalisme avec une collaboration poussée dans le domaine des décors et des images réalisés avec le plasticien Sol LeWitt, l'un des chantres du minimalisme pictural. Twyla Tharp utilisa également fréquemment les compositions de Glass à qui elle commissionne sa 4e symphonie dite « Heroes » en 1996 pour son ballet homonyme. De même Laura Dean travaille avec Steve Reich entre 1971 et 1975 notamment à la première mise en chorégraphie de la composition Drumming. Cependant, ces chorégraphies, bien qu'utilisant des éléments répétitifs et des décalages, ne peuvent pas être qualifiées totalement de minimalistes, la musique restant un support à une création chorégraphique relativement traditionnelle et riche.
L'influence directe de la musique minimaliste dans les processus de créations chorégraphiques est réellement associée à la découverte et à l'utilisation des œuvres de Steve Reich par la chorégraphe belge de danse contemporaine Anne Teresa De Keersmaeker, lors de ses études à la Tisch School of the Arts à New York. Entre 1980 et 1982, elle crée sa pièce fondatrice Fase, four movements to the music of Steve Reich dans laquelle elle théorise davantage l'apport de la musique de phase en danse en donnant réellement à voir les principes de phasage/déphasage développés par Reich dans ses premières compositions Piano Phase, Violin Phase, Clapping Music, et Come Out. Le lien étroit entre De Keersmaeker et la musique de Reich sera dès lors perpétuellement renouvelé dans de nombreuses créations par la chorégraphe belge au cours des décennies suivantes, notamment avec le ballet Drumming (1998) sur la composition éponyme Drumming et Rain (2001) sur Music for 18 Musicians. Steve Reich compose spécialement la pièce Dance Patterns en 2002 pour la création Counter Phrases de De Keersmaeker qui à son tour lui rendra hommage en ouvrant les cérémonies new-yorkaises célébrant les 70 ans de Reich en 2006 par une création spécialement dédiée intitulée Steve Reich Evening.
Par ailleurs, le chorégraphe suédois Mats Ek s'est lui orienté un temps vers le « minimalisme mystique » en composant en 1995 le duo Smoke pour Sylvie Guillem qui utilise les compositions Für Alina et Spiegel im Spiegel d'Arvo Pärt. Plus récemment, le chorégraphe britannique Christopher Wheeldon a particulièrement utilisé les compositions de tous les grands noms du minimalisme pour ses œuvres écrite dans un style néoclassique.

### Arts plastiques
Les compositeurs minimalistes ont entretenu des relations étroites avec les plasticiens, en particulier avec ceux du courant minimaliste et de l'art conceptuel. Steve Reich et Philip Glass ont eu de très bons rapports d'amitié avec Richard Serra, Sol LeWitt, Bruce Nauman, Michael Snow, ou Nancy Graves. Reich écrit son essai Music as a Gradual Process (1968) qui sera inclus dans le catalogue d'une grande exposition sur le minimalisme au côté de ses amis plasticiens au Whitney Museum en 1969 et lors de laquelle il donne, avec Glass, des concerts. Par ailleurs, une œuvre telle que Pendulum Music de Reich à laquelle participent Serra, Nauman, et Snow en tant qu'exécutants tient plus de la performance que de la musique réellement. Steve Reich reconnaîtra une « attitude commune », entre les plasticiens et ses créations, caractérisée par l'aspect « géométrique et métaphorique » de leurs travaux respectifs mais pas d'influences réciproques directes. Il déclare : « nous nagions juste dans la même soupe ». En 1977, quelques artistes participent à une vente de leurs œuvres pour renflouer les dettes résultant du montage d'Einstein on the Beach de Glass. Enfin, Glass a été l'assistant personnel à plein temps de Richard Serra en 1969. Glass ne fait cependant pas de lien direct entre son travail de musicien et les œuvres de ses amis plasticiens.
La Monte Young a entretenu quelques brefs liens avec le mouvement Fluxus lors de sa période de création de pièces conceptuelles. Ses œuvres de 1959-1961 sont jouées dans des festivals Fluxus, et certaines de ses pièces, dont Trio for Strings, sont publiées par le mouvement. Young s'éloigne toutefois de Fluxus dès 1963. Il travaille par contre ensuite régulièrement avec sa femme, la plasticienne Marian Zazeela, qui fournit des installations visuelles, notamment pour The Well-Tuned Piano ou Theatre of Eternal Music.

### Audiovisuel
Le cinéma et plus généralement l'audiovisuel empruntent fréquemment depuis le début des années 1980 les œuvres des compositeurs minimalistes comme supports sonores de films, de documentaires, d'art vidéo, de publicités télévisées et de génériques. Philip Glass et Arvo Pärt sont certainement les deux compositeurs qui ont le plus permis l'utilisation de leurs pièces comme bande originale de films, voire ont composé spécialement à la demande d'un réalisateur. Ainsi on doit à Philip Glass les bandes réellement originales des trois films de la Trilogie des Qatsi de Godfrey Reggio (de 1982 à 2002), Mishima: A Life in Four Chapters de Paul Schrader (1985), et Kundun de Martin Scorsese (1997). Il réalise également a posteriori la musique du film Dracula de 1931 et a collaboré à de nombreuses reprises aux musiques des films et documentaires d'Errol Morris en mettant à disposition et réorchestrant ses précédentes compositions. Par ailleurs, Glass a également intensément travaillé avec le metteur en scène Bob Wilson pour la création de spectacles ambitieux, mêlant l'opéra, la vidéo, le théâtre, notamment sur Einstein on the Beach (1976) ou The CIVIL warS (1984) commandité pour les cérémonies d'ouverture des Jeux olympiques de Los Angeles. Concernant l'Estonien Pärt, il ne s'agit pas de compositions originales pour le cinéma (bien qu'il ait composé au début de sa carrière de très nombreuses bandes originales mais pas dans un style minimaliste) mais d'autorisations d'utilisation de ses œuvres.
Par ailleurs, Steve Reich a, à de nombreuses reprises, travaillé en intime relation avec son épouse, l'artiste vidéaste Beryl Korot, à la création conjointe d'une œuvre intégrant dès le moment de son écriture musicale l'utilisation de l'image vidéo multi-canaux jouant sur le principe de la répétition. De ces recherches, qui ont débuté au début des années 1990, sont issus deux vidéo-opéras (The Cave en 1993 et Three Tales en 2001) dont l'exécution scénique (pour les deux) et l'enregistrement discographique (pour le second seulement) intègrent la projection des vidéos associées.

### Autres musiques
L'utilisation de la répétition comme structure est aussi utilisée dans la musique populaire, avec la publication en 1967 du disque à la banane du Velvet Underground, le célèbre groupe de pop music produit par Andy Warhol. Les idées proviennent directement du minimalisme, John Cale et Angus MacLise collaboraient avec La Monte Young et le Theatre of Eternal Music avant leur implication dans le Velvet Underground.
Une grande partie du travail de Philip Glass est lié au rock. Il s'implique au niveau de la production avec le monde du rock, et y acquiert une réputation. Sa musique influencera quelques groupes de rock expérimental, en particulier allemand : Kraftwerk, Cluster, ou Neu!. David Bowie et Brian Eno sont aussi influencés par Glass, voire par Steve Reich, et l'influence du minimalisme est clairement perceptible dans le mouvement ambient que crée Eno. De même, l'album d'Eno avec Robert Fripp, No Pussyfooting (1973) est fortement influencé par Music with Changing Parts (1970). Robert Fripp développe dans les trois albums qui marquent le retour de King Crimson en 1981, Discipline, Beat, et Three of a Perfect Pair, un rock post-progressif influencé par le langage minimaliste, qu'il mélange à des sons new-wave, électroniques, et ethniques.
À partir de 1976, Glass collabore avec des clubs de rock de Manhattan et le mouvement punk rock et post-punk, notamment par le biais du Philip Glass Ensemble. Des groupes comme Theoretical Girls, ou des compositeurs comme Rhys Chatham sont également influencés par l'expérience de Glass avec le rock. En 1995, il compose une version pour orchestre de Icct Hedral d'Aphex Twin, un des auteurs majeurs de la musique électronique. Dans les années 1990, Philip Glass s'inspirera en retour des albums Low (1976) et "Heroes" (1977) de David Bowie pour composer deux de ses symphonies (la Symphonie no 1 et la Symphonie no 4 respectivement) soulignant ainsi les interactions mutuelles réciproques entre les deux artistes d'horizons différents.

## Reconnaissance et popularité
Le minimalisme naît comme un courant expérimental et se développe en dehors du monde traditionnel de la musique classique. Les premiers concerts sont donnés essentiellement dans des galeries d'art ou des musées, et doivent être organisés par les compositeurs eux-mêmes. Ce sont surtout les enregistrements qui permettent une large diffusion de la musique minimaliste, y compris jusqu'en Europe, où l'accueil est plutôt bon. C'est d'ailleurs l'Europe qui fournira aux minimalistes leurs premiers grands signes de reconnaissance, avec une commande de l'État français pour Philip Glass, et un succès discographique auprès d'une audience non restreinte aux amateurs de musique contemporaine, avec l'enregistrement de Music for 18 Musicians de Steve Reich, pour le label allemand Edition of Contemporary Music.
Une diffusion beaucoup plus large intervient ensuite avec la reprise par le cinéma et la télévision des travaux des minimalistes, ou de musique s'en inspirant très largement.

### Débuts difficiles
Les premiers concerts des minimalistes se déroulent hors du circuit traditionnel de représentation de la musique classique. Les compositeurs présentent leurs œuvres dans des galeries d'art (Park Place Gallery), des musées (Musée Solomon-R.-Guggenheim), chez des particuliers (le loft de Yoko Ono) ou dans des universités. Les plasticiens se montrent particulièrement ouverts à la musique de Philip Glass et Steve Reich, et y reconnaissent une parenté avec leurs propres travaux.
Les premiers concerts plus officiels dans des salles de concerts classique sont l'occasion de scandales. Une représentation de Four Organs de Steve Reich au Carnegie Hall en 1973 essuie des protestations de la part du public face au caractère hypnotique de l'œuvre. Philip Glass subit quelques lancers d'œufs durant des représentations. À l'occasion d'une tournée en Europe avec Richard Serra, le public réagit défavorablement aux œuvres de Glass, en particulier à Amsterdam.
L'accueil des critiques est partagé. Tom Johnson du Village Voice, et Michael Nyman écrivent des critiques positives des premiers concerts, mais ils sont eux-mêmes aussi des compositeurs, proches du courant minimaliste. D'autres journalistes sont beaucoup plus sévères, en particulier Donald Henahan du New York Times sur les travaux de Reich. Harold Schonberg du Times est désarçonné par un concert de Terry Riley comprenant A Rainbow in Curved Air, et Poppy Nogood and the Phantom Band. Le critique reconnaît le caractère hypnotique obtenu par la répétition de motifs, la proximité avec la musique indienne, mais décrit le résultat comme « monotone et désagréable ».
L'accueil des musiciens est aussi mitigé, La Monte Young est dénigré par ses professeurs et ses pièces sont largement incomprises,.

### Reconnaissance et succès

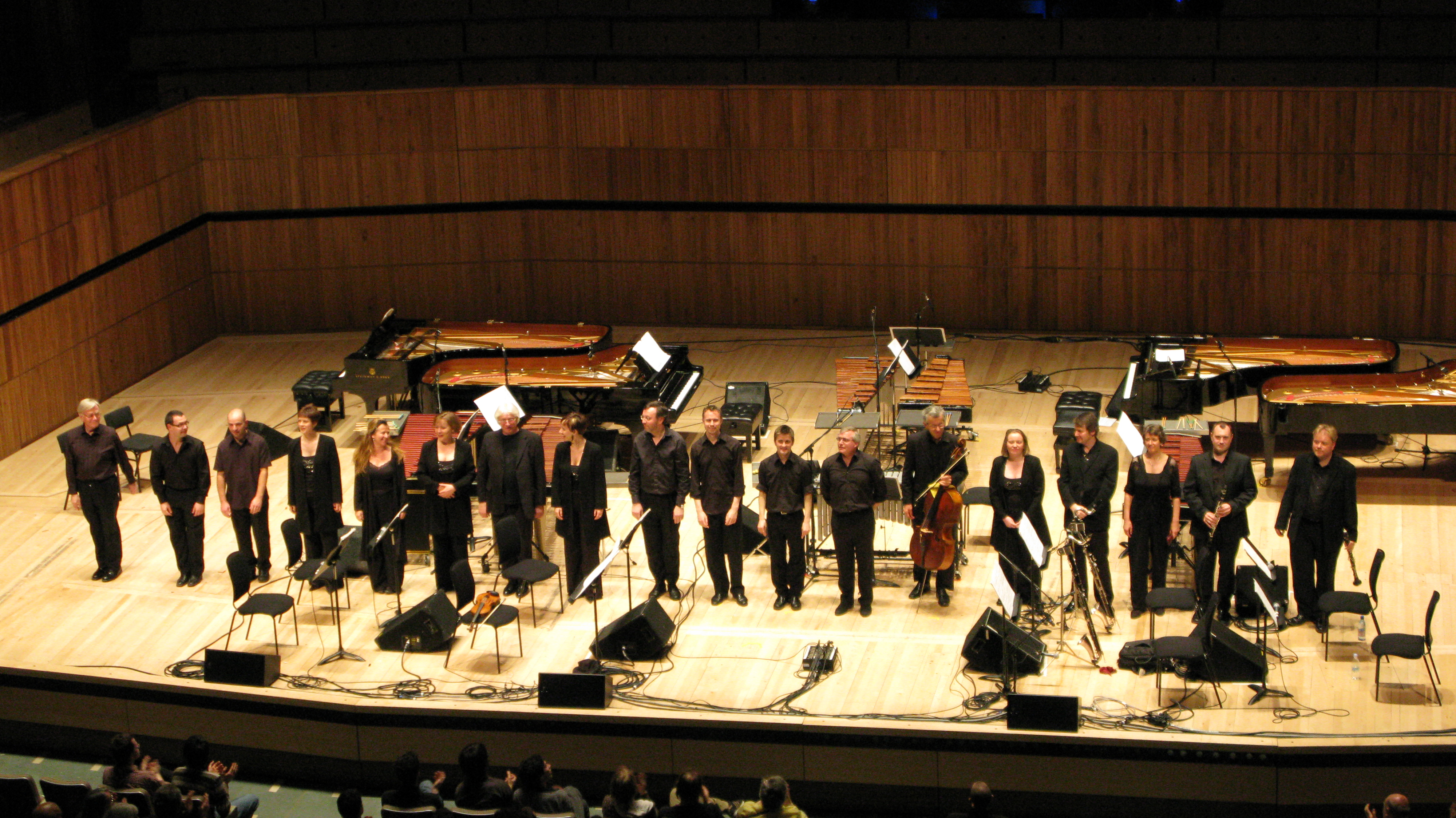
Une représentation de Music for 18 Musicians, une des œuvres les plus célèbres du minimalisme, par le London Sinfonietta à Londres en avril 2008.

Terry Riley est parmi les premiers compositeurs à voir son travail reconnu, à la suite du succès d'In C (1964). En 1967, l'Académie royale suédoise de musique lui commande une œuvre pour orchestre et chœur, Olson III. En 1969, c'est la fondation Dilexi qui lui commande une partition pour une vidéo sur le travail du sculpteur Arlo Acton, ce qui deviendra Music with Balls. Il collabore également avec la télévision suédoise et danoise. Le chef d'orchestre américain Michael Tilson Thomas joue un rôle important dans la diffusion de la musique minimaliste, Il organise en 1971 et 1973 les premiers concerts dans des salles importantes (Carnegie Hall en 1973), par l'Orchestre symphonique de Boston. En 1971, Reich et Glass effectuent ensemble une tournée en Europe, où leur groupe commun joue Four Organs, Pendulum Music, Piano Phase, Phase Patterns de Reich et Music with Changing Parts de Glass. L'accueil des concerts à Paris et à Londres est encourageant, plus mitigé en Allemagne.
Ce sont surtout les enregistrements qui permettent aux compositeurs d'accroître leur diffusion. Dès 1967, Come Out de Steve Reich, et In C de Terry Riley sont enregistrés pour Columbia Records, dans un album regroupant une vingtaine d'œuvres contemporaines. l'album est critiqué dans la presse musicale, ainsi que dans le magazine Time. It's Gonna Rain et Violin Phase de Steve Reich en 1969, et Church of Anthrax de Terry Riley en 1970, sont enregistrés, toujours chez Columbia. En 1971, Philip Glass crée sa propre compagnie de disques, Chatham Square Productions, grâce à laquelle il sort Music with Changing Parts, Music in Fifths, Music in Similar Motion. Des enregistrements sont aussi produits par un label français, Shandar. C'est également de la France que viendra une véritable reconnaissance des minimalistes. En 1974, Michel Guy, alors secrétaire d'État à la Culture commande Einstein on the Beach à Philip Glass. La création et la tournée de l'œuvre en Europe en 1976 est un succès, de même que les représentations à New York la même année.
La reconnaissance discographique viendra de l'Allemagne, avec en 1974 l'enregistrement sur le prestigieux label de musique classique Deutsche Grammophon, de Drumming, Six Pianos, Music for Mallet Instruments, Voices, and Organ de Steve Reich. En 1978, c'est l'enregistrement de Music for 18 Musicians, qui fait véritablement connaître la musique de Steve Reich internationalement, et à une large audience. C'est le label allemand Edition of Contemporary Music, consacré au jazz et aux musiques improvisées, qui produit le disque, et qui permet à un public beaucoup plus large que celui de l'avant-garde de découvrir la musique minimaliste. À l'inverse, le refus de compromis de la part de La Monte Young face aux compagnies de disques ou aux salles de spectacles, rend sa production discographique rare, et son travail est de fait moins diffusé et connu.
C'est à partir des années 1980 et 1990 que la musique minimaliste est copiée et diffusée de façon massive par la télévision et le cinéma. Les compositeurs de musique de film et de publicités télévisées copient en particulier des gimmicks de Philip Glass. Steve Reich et Meredith Monk sont également imités. Un certain renouveau du mouvement minimaliste américain semble émerger avec une nouvelle génération de compositeurs tels que Nico Muhly, qui travaille notamment auprès de Philip Glass ou Dustin O'Halloran, mais aussi en Europe avec par exemple le Français Sylvain Chauveau, l'Allemand Max Richter, ou le Luxembourgeois Francesco Tristano, qui sont tous parfois classifiés au sein d'un mouvement dit « post-minimaliste ».

### Critique et analyse
Des critiques extrêmement fortes s'expriment envers le minimalisme, essentiellement de la part de compositeurs ou musicologues proches de l'avant-garde, ou de philosophes. Le compositeur américain Elliott Carter exprime à plusieurs reprises son fort rejet du minimalisme et plus généralement de la répétition en musique, considérée comme la mort du compositeur. Il fait en particulier une analogie avec la publicité, non sollicitée, intrusive et répétée jusqu'à la nausée. Le qualificatif de fasciste est même utilisé explicitement, de même que la comparaison de l'utilisation de la répétition comme une méthode de lavage de cerveau telle que pratiquée dans la publicité ou les discours d'Hitler.
Une critique fréquente est d'accuser la musique minimaliste de superficialité voire d'anti-intellectualisme. Elle est considérée comme ne « menant nulle part », niant le langage musical et n'étant qu'une « tapisserie sonore ». C'est surtout la musique de Philip Glass qui concentre les critiques qui la qualifient parfois de « mensonge » ou de « régression ». Les qualificatifs de « monotone » ou « ennuyeux » reviennent souvent dans les critiques vis-à-vis de La Monte Young et Terry Riley. Les critiques sont très divisées et se posent en général en « pour » ou « contre ». En France, les premières réactions aux œuvres de John Adams n'ont pas été très favorables. En 1990, le magazine Télérama écrit à propos de Nixon in China : « c'est le degré zéro de la musique. Une sorte de produit typiquement américain, comme le Coca-Cola, Disneyland, et le nouvel ordre international ».
La critique du minimalisme se confond parfois avec celle du postmodernisme. Le compositeur avant-gardiste Brian Ferneyhough refuse la postmodernité, et critique en particulier John Adams, chez qui il dénonce une absence d'éthique liée à la non-prise en compte de la culture musicale.
Pour certains musicologues en revanche, le minimalisme s'inscrit parfaitement dans la modernité. Outre les influences certaines du sérialisme, en particulier Schönberg et Webern, sur La Monte Young et Terry Riley, qui ont directement mené aux premières œuvres du minimalisme, comme Trio for Strings (1958), l'application des processus rigoureux de génération de musique, comme ceux développés par Reich et Glass, peut se mettre en parallèle avec les contraintes du sérialisme intégral ou les processus aléatoires de John Cage. En particulier l'acceptation des résultats fournis par le processus de phasing (même s'il est déterministe, le processus échappe partiellement au compositeur) peut se comparer directement à l'acceptation des produits musicaux générés par le hasard chez Cage.
Pour le musicologue Keith Potter, un autre argument en faveur de la modernité du minimalisme est la « défamiliarisation », terme proposé par le théoricien formaliste Victor Chklovski pour signifier la perte d'impact des éléments courants, amoindris dans leur signification par l'habitude. Selon Chklovski, l'art aurait pour but de rendre cette signification aux choses auxquelles on se serait trop habitué. Potter souligne que cette redécouverte d'éléments familiers avait déjà été effectuée par Cage et les sérialistes, mais que les minimalistes la réalisent très différemment. Plutôt que de l'inouï, ils partent d'un matériau musical extrêmement simple et familier pour l'étudier en profondeur grâce à une utilisation intensive de la répétition. Le premier paramètre ainsi étudié est le rythme, la démarche systématique produisant des pièces proches de l'étude, et confèrent à ces premières pièces un vrai caractère de musique expérimentale. Cette exploration s'élargit par la suite à d'autres paramètres (hauteurs, harmonie).
Keith Potter dit ainsi que : « le minimalisme force les auditeurs à réinterpréter le familier, non seulement à travers leurs propres perceptions et sensations, mais aussi par les énergies générées par les mêmes principes (pulsation régulière, et la sensation de se diriger vers un but), qui ont sous-tendu l'approche de la musique tonale occidentale durant les siècles derniers. »

## Œuvres essentielles
- 1958 : Trio for Strings de La Monte Young, la première œuvre minimaliste faite uniquement de notes tenues ;
- 1964 : In C de Terry Riley, la première pièce fondatrice de la musique dite répétitive ;
- 1964 à maintenant : The Well-Tuned Piano de La Monte Young, œuvre monumentale sur une gamme naturelle;
- 1965 : It's Gonna Rain de Steve Reich, la première œuvre utilisant un décalage de phase ;
- 1967 : Piano Phase de Steve Reich, la pièce séminale du style minimaliste s'affirmant en tant que tel ;
- 1971 : Drumming de Steve Reich, pour la recherche stylistique sur les percussions minimalistes ;
- 1971 : Music in Twelve Parts de Philip Glass, comme somme de ses travaux sur le minimalisme depuis 1967 ;
- 1976 : Für Alina d'Arvo Pärt, qui créera le style tintinnabulum rattaché à la musique minimaliste ;
- 1976 : Einstein on the Beach, de Philip Glass, le premier opéra minimaliste ;
- 1976 : Music for 18 Musicians de Steve Reich, la pièce minimaliste probablement la plus aboutie ;
- 1977 : Guitar Trio de Rhys Chatham, a combiné la musique minimaliste et punk rock ;
- 1978 : Shaker Loops de John Adams, la première composition importante de John Adams, encore marquée par le minimalisme ;
- 1987 : Concerto pour violon et orchestre de Philip Glass.